# Pipistrellus raceyi
Pipistrellus raceyi is een vleermuis uit het geslacht Pipistrellus die voorkomt op Madagaskar. Daar is hij gevonden op vier plaatsen op niet meer dan 80 m hoogte in zowel het westen als het oosten van het eiland. Deze soort schijnt het nauwst verwant te zijn aan Pipistrellus paterculus, Pipistrellus abramus en Pipistrellus endoi uit Oost-Azië. Deze soort is genoemd naar prof. Paul Racey van Universiteit van Aberdeen voor zijn onderzoek naar en inzet voor de bescherming van vleermuizen over de hele wereld. Waarschijnlijk worden er jongen geboren in november en december.
P. raceyi is een vrij kleine gladneus met een lange vacht, korte oren en kleine voeten. De vleugels en de oren zijn donkerbruin tot zwart. De bovenkant van het lichaam is roodbruin, de onderkant geelbruin. Van alle kleine Pipistrellus-achtige gladneuzen in Afrika is hij te onderscheiden door de lange penis met een lang, dun baculum. De voorarmlengte bedraagt 28,0 tot 31,2 mm, de staartlengte 22,9 tot 30,3 mm, de achtervoetlengte 5,3 tot 7,5 mm, de tibialengte 10,4 tot 11,3 mm, de oorlengte 7,5 tot 10,6 mm en de lengte van het baculum 8,8 tot 10,0 mm.